# Gmina Hrvace
Gmina Hrvace (chorw. Općina Hrvace) – gmina w Chorwacji, w żupanii splicko-dalmatyńskiej. W 2011 roku liczyła 3617 mieszkańców.

## Miejscowości
Gmina składa się z następujących miejscowości:
- Dabar
- Donji Bitelić
- Gornji Bitelić
- Hrvace
- Laktac
- Maljkovo
- Potravlje
- Rumin
- Satrić
- Vučipolje
- Zasiok